# Rudolf Springer
Pour les articles homonymes, voir Springer.
 (octobre 2024).
Si vous disposez d'ouvrages ou d'articles de référence ou si vous connaissez des sites web de qualité traitant du thème abordé ici, merci de compléter l'article en donnant les références utiles à sa vérifiabilité et en les liant à la section « Notes et références ».
 (octobre 2024).
La mise en forme du texte ne suit pas les recommandations de Wikipédia : il faut le « wikifier ».
Les points d'amélioration suivants sont les cas les plus fréquents :
- Les titres sont pré-formatés par le logiciel. Ils ne sont ni en capitales, ni en gras.
- Le texte ne doit pas être écrit en capitales (les noms de famille non plus), ni en gras, ni en italique, ni en « petit »…
- Le gras n'est utilisé que pour surligner le titre de l'article dans l'introduction, une seule fois.
- L'italique est rarement utilisé : mots en langue étrangère, titres d'œuvres, noms de bateaux, etc.
- Les citations ne sont pas en italique mais en corps de texte normal. Elles sont entourées par des guillemets français : « et ».
- Les listes à puces sont à éviter, des paragraphes rédigés étant largement préférés. Les tableaux sont à réserver à la présentation de données structurées (résultats, etc.).
- Les appels de note de bas de page (petits chiffres en exposant, introduits par l'outil «  Source ») sont à placer entre la fin de phrase et le point final[comme ça].
- Les liens internes (vers d'autres articles de Wikipédia) sont à choisir avec parcimonie. Créez des liens vers des articles approfondissant le sujet. Les termes génériques sans rapport avec le sujet sont à éviter, ainsi que les répétitions de liens vers un même terme.
- Les liens externes sont à placer uniquement dans une section « Liens externes », à la fin de l'article. Ces liens sont à choisir avec parcimonie suivant les règles définies. Si un lien sert de source à l'article, son insertion dans le texte est à faire par les notes de bas de page.
- La présentation des références doit suivre les conventions bibliographiques. Il est recommandé d'utiliser les modèles {{Ouvrage}}, {{Chapitre}}, {{Article}}, {{Lien web}} et/ou {{Bibliographie}}. Le mode d'édition visuel peut mettre en forme automatiquement les références.
- Insérer une infobox (cadre d'informations à droite) n'est pas obligatoire pour parachever la mise en page.

Pour une aide détaillée, merci de consulter Aide:Wikification.
Si vous pensez que ces points ont été résolus, vous pouvez retirer ce bandeau et améliorer la mise en forme d'un autre article.
Rudolf Springer, né le 9 avril 1909 Berlin et mort le 2 juin 2009 dans la même ville, est un marchand d'art et galeriste allemand. 

## Biographie
Rudolf Springer est l'arrière-petit-fils de Julius Springer, le fondateur de la maison d'édition Springer Verlag. Pendant son service militaire, son ascendance juive n'a pas été découverte. Pendant la Seconde Guerre mondiale, Springer a cherché à entrer en contact avec le Résistance française. Après la guerre, il retourne à Berlin et ouvre en 1948 une galerie d'art dans la maison de ses parents à Berlin-Zehlendorf. En 1950, la galerie déménage sur le Kurfürstendamm et à la fin des années 1960 sur la Fasanenstraße.
Au début des années 1950, sa galerie est surtout connue pour l'art français, avec des œuvres d'André Masson, Joan Miró, Alexander Calder, Henri Laurens, Hans Bellmer, Max Ernst, Jean Arp et Wols. Dans les années 1960, Springer se concentre sur le marché international de l'art avec des artistes tels que George Rickey, Arnulf Rainer, Fritz Köthe, George Baker, Rolf Szymanski, Waldemar Grzimek, Marwan, Victor Vasarely, Christian Ludwig Attersee, David Hockney, William Copley, Jorge Castillo, James Lee Byars, Günter Brus, K. H. Hödicke, Armando, Per Kirkeby, Ina Barfuss, Thomas Wachweger, Rosemarie Trockel, Bernd Koberling, Dieter Appelt et Manfred-Michael Sackmann.